# ジーコ内山
ジーコ 内山（ジーコ うちやま、1963年2月27日 - ）は、日本の俳優。演出家。映画監督。東京都台東区生まれ。血液型はB型。夢工房所属。さそり監督としても知られる。80年代半ば大川興業に所属していた。

## 出演作品

### 映画
- 危ない話（1989年・井筒和幸監督）
- ファンシィダンス（1989年・周防正行監督）
- 悪魔の毒々モンスター東京へ行く（1989年・ロイド・カウフマン監督）
- はいすくーる仁義（1991年・小松隆志監督）
- 東方見聞録（1991年・井筒和幸監督）
- 鉄男II/BODY HAMMER（1992年・塚本晋也監督）
- はいすくーる仁義2（1992年・小松隆志監督）
- おたく Otaku : fils de l'empire virtuel （1993年・ジャン・ジャック・ベネックス監督）
- はいすくーる仁義3（1994年・小松隆志監督）
- 欲望だけが愛を殺す（1994年・中原俊監督）
- 東京フィスト（1995年・塚本晋也監督）
- アトランタ・ブギ（1996年・山本政志監督）
- お天気お姉さん（1996年・細山智明監督）
- 弾丸ランナー（1996年・SABU監督）
- 藪の中（1996年・佐藤寿保監督）
- ラバーズ・ラヴァー（1996年・福居ショウジン監督）
- うなぎ（1997年・今村昌平監督）
- タオの月（1997年・雨宮慶太監督）
- マルタイの女（1997年・伊丹十三監督）
- ミニスカ特捜隊 L.E.G.S.（1997年・中野貴雄監督）
- ヤマトナデシコ（1998年・山口貴義監督）
- やわらかい肌（1998年・佐藤寿保監督）
- うつしみ（1999年・園子温監督）
- カリスマ（1999年・黒沢清監督）
- はつ恋（2000年・篠原哲雄監督）
- 連弾（2001年・竹中直人監督）
- ふくしゅう（2001年・金子裕昌監督）
- 盲獣vs一寸法師（2001年・石井輝男監督）
- およう（2002年・関本郁夫監督）
- 近未来蟹工船レプリカントジョー（2002年・松梨智子監督）
- 銭湯一番星（2002年・武藤博之監督）
- 突入せよ! あさま山荘事件（2002年・原田眞人監督）
- 呪怨2（2003年・清水崇監督）
- ファスナー（2003年「Jam Films 2」）
- 六月の蛇（2003年塚本晋也監督） - ヴェネツィア国際映画祭審査員賞受賞作品
- Erica（2004年・堀井彩監督）
- 僕と彼女の×××（2005年・浜本正機監督）
- 日本以外全部沈没（2006年・河崎実監督） - 北の独裁者役
- やじきた道中 てれすこ（2007年・平山秀幸監督）
- ギララの逆襲/洞爺湖サミット危機一発（2008年・河崎実監督） - 北の独裁者役
- 容疑者Xの献身（2008年・西谷弘監督）
- 地獄でなぜ悪い（2013年・園子温監督）

### テレビ
- 魔法戦隊マジレンジャー　第25話
- 一攫千金夢家族 パート2
- ヅラ刑事

### WEBドラマ
- 移動動物園
- シャングリラ
- 伝染るんです。（2009年）

## 監督作品
- 乙女の惑星
- ともだち
- 魂のアソコ（2002年）鳥肌実、綾小路翔出演。2004年5月29日高知オフシアター日本映画部門で上映
- アーバンギャルド・天才馬鹿（2007年）松永天馬主演
- スコーピオン&スネーク（2008年）津田寛治主演
- カルトムービー（2009年）持田茜、バイナリキッド、元気安主演
- 男女物語（2010年）コマツ（我々）、ツージーズ、古厩智之主演
- エッチエッチワールド（2011年）テクマ、しじみ、魔ゼルな規犬、坂上弘、ツージーQ主演
- ひなげし（2012年）ジョニー大蔵大臣、廃いゆー子、川辺玄佳主演
- 少女の王国（2013年）